# Eurocon 1989
Eurocon 1989, acronim pentru Convenția europeană de science fiction din 1989, a avut loc în San Marino.